# Arbitraje (economía)
En economía y finanzas, arbitraje es la práctica consistente en sacar provecho de una diferencia de precio entre dos o más mercados: realizar una combinación de transacciones complementarias que capitalizan el desequilibrio de precios. La utilidad se logra debido a la diferencia de precios de los mercados. Por medio del arbitraje, los participantes en el mercado pueden lograr una utilidad instantánea libre de riesgo. La persona que ejecuta el arbitraje se conoce como arbitrajista, y es usualmente un banco o una firma de inversión. El término es comúnmente aplicado a las transacciones de instrumentos financieros, como bonos, acciones, derivados financieros, mercancías y monedas.
Si los precios de mercado no permiten la ejecución de arbitraje rentable, se dice que los precios constituyen un equilibrio de arbitraje, o un mercado libre de arbitraje. El equilibrio de arbitraje es una precondición para un equilibrio económico general.

## Condiciones para el arbitraje
El arbitraje es posible cuando al menos una de las siguientes condiciones se cumple:
1. El mismo activo no se transmite al mismo precio en distintos mercados.
2. Dos activos que producen el mismo flujo de efectivo no se transmiten al mismo precio.
3. Un activo con un precio conocido en el futuro no se vende hoy a su precio futuro descontado a la tasa de interés libre de riesgo.

El arbitraje no es simplemente el acto de comprar un producto en un mercado y venderlo en otro por un precio mayor en el futuro. Las transacciones deben ocurrir simultáneamente para evadir la exposición al riesgo del mercado, o el riesgo que los precios puedan cambiar en un mercado antes que ambas transacciones sean completadas. En términos prácticos, esto es generalmente posible con productos financieros que pueden ser transados electrónicamente.
En el ejemplo más simple, todo bien vendido en un mercado debe venderse por el mismo precio en cualquier otro mercado. Los inversionistas pueden, por ejemplo, descubrir que el precio del trigo es más bajo en regiones de agricultura que en las ciudades, así que pueden comprar el trigo y venderlo por un precio más alto en la ciudad (ignorando el coste de transporte y asumiendo que la compra y la venta pueda hacerse casi simultáneamente). Cuantos más inversionistas descubran esta oportunidad, más van a comprar trigo en el campo y venderlo en la ciudad. Esta actividad tendrá dos efectos:
- el precio del trigo en el campo subirá, pues la demanda aumentara en comparación con la oferta.
- el precio del trigo en la ciudad bajará, pues la oferta en determinado punto será mayor que la demanda.

En cierto momento, estos dos efectos combinados ocasionaran que el precio del trigo en el campo sea igual al precio en la ciudad, y la oportunidad de arbitraje habrá desaparecido.

## Ejemplos
Ejemplos realistas de actividades de arbitraje que se dan en el mundo real son los siguientes:
- Supóngase que los tipos de cambio (después de considerar los costos de transacción) en Londres son £5 = $10 = ¥1000, pero en Tokio son ¥1000 = $12 = £6. Un inversionista podría convertir ¥1000 a $12 en Tokio y convertir esos $12 a ¥1200 en Londres, para lograr así una utilidad de ¥200, instantánea y libre de riesgo. Este tipo de arbitraje, conocido como ‘’arbitraje de triángulo’’ es tan simple que rara vez se da en la práctica.
- Otro ejemplo de arbitraje sucede entre el New York Stock Exchange y el Chicago Mercantile Exchange. Cuando el precio de una acción en el NYSE a su correspondiente contrato de futuros en el CME están fuera de sincronización, un inversionista puede comprar el activo más barato y venderlo en el mercado donde el precio es más alto. Puesto que las diferencias entre los precios son usualmente muy pequeñas y no duran mucho, este arbitraje solamente lo pueden hacer inversionistas con enorme poder computacional y con la posibilidad de realizar las transacciones más rápido que cualquier otro participante en el mercado. Adicionalmente, se deben transar grandes volúmenes de activos para obtener una utilidad atractiva.

## Convergencia de precios
El arbitraje tiene el efecto de hacer que los precios de los mismos activos en mercados diferentes converjan. Como resultado del arbitraje, los tipos de cambio, el precio de mercancías, y el precio de instrumentos financieros tienden a converger en todos los mercados. La velocidad con que los precios convergen es una medida de la eficiencia del mercado. El arbitraje tiende a reducir la discriminación de precios, pues motiva a las personas a comprar un producto donde el precio es bajo y revenderlo donde es más alto.
El arbitraje mueve las monedas de los países hacia la ‘’paridad de poder de compra’’. Por ejemplo, asuma que un carro comprado en los Estados Unidos es más barato que el mismo carro en Canadá (ignorando costos de transporte, impuestos y regulaciones entre países). Los canadienses aprovecharían la oportunidad y cruzarían la frontera para comprar autos en Estados Unidos y llevarlos a Canadá. Algunos de estos compradores comprarían los autos para revenderlos en Canadá. Así, los canadienses tendrían que comprar dólares estadounidenses para comprar los autos, y esto, en una escala grande, ocasionaría que el dólar de los Estados Unidos se aprecie contra el dólar canadiense. Llegara un punto en que el precio del dólar estadounidense será tan alto que ya no será atractivo para los canadienses comprar los autos en Estados Unidos, llegando así al punto de paridad del poder de compra.
Similarmente, el arbitraje afecta la diferencia entre las tasas de interés que distintos gobiernos pagan por los bonos de deuda.

## Riesgos
Normalmente las transacciones de arbitraje en los mercados financieros modernos presentan pocos riesgos. Pese a la eficiencia de las transacciones electrónicas, es casi imposible cerrar dos o más transacciones en el mismo instante; por lo tanto, existe la posibilidad de que cuando una parte del trato sea cerrada, un rápido cambio de precios haga imposible cerrar la otra parte con una utilidad. Existe también un riesgo de que la contraparte en el trato no lo cumpla, en muchos casos tras identificar un fallo informático causante del desequilibrio de precios. Este riesgo es particularmente importante, ya que para poder ejecutar un arbitraje rentable las cantidades a transar deben ser muy grandes. 
Otro tipo de riesgo ocurre si los ítems que son comprados y vendidos no son idénticos y el arbitraje es conducido bajo la presunción de que los precios de los ítems son correlacionados o predecibles. En un caso extremo esto es arbitraje de riesgo (explicado más adelante). En comparación con la clásica transacción rápida y rentable de arbitraje, esta operación puede ocasionar perdidas desastrosas.
Durante los años 80, el arbitraje de riesgo era muy común. En esta forma de especulación, un inversionista transa un instrumento financiero que es claramente infravalorado o sobrevalorado, y se espera que estas discrepancias sean corregidas en el futuro. El ejemplo estándar es la acción de una empresa, la cual es infravalorada por el mercado, la cual está a punto de ser comprada por una empresa; el precio de la oferta de compra probablemente reflejará el valor real de la compañía, dando así una gran ganancia a quien compró la acción antes de la oferta. Normalmente para lograr el arbitraje se realizan dos o más transacciones, que deben ser finalizadas mientras las diferencias de precio persisten. Cuando la transacción requiere semanas o meses se corre un riesgo considerable, sobre todo si se ha tomado dinero prestado para ejecutarla.

## Tipos de arbitraje

### Arbitraje de fusión
Llamado también arbitraje de riesgo, el arbitraje de fusión consiste en comprar la acción de una compañía que será comprada por otra, mientras que se toma una posición corta en la acción de la compañía que realiza la compra.
Usualmente el precio de mercado de la empresa que es comprada es menor que el precio ofrecido por la compañía que la compra. Esta diferencia entre los dos precios depende de la probabilidad y el tiempo en que la compra se efectúe. Asimismo, usualmente el precio de la acción de la compañía que compra la otra empresa cae, por lo que la venta corta produce una utilidad.
La apuesta en el arbitraje de fusión es que la diferencia de precio será eventualmente de cero, cuando la compra sea completada. El riesgo, evidentemente, es que el trato de la fusión de las compañías se rompa y por lo tanto, la diferencia de precios se expanda masivamente.

### Arbitraje de bonos convertibles
Un bono convertible es un bono que puede ser devuelto a la empresa emisora a cambio de un número predeterminado de acciones.
Un bono convertible puede ser visto como un bono corporativo con una opción de compra (call option) de una acción.
El precio de un bono convertible es sensible a tres factores principales:
- Tasa de interés. Cuando las tasas suben, la parte convertible de un bono convertible tiende a bajar, pero la opción de compra del bono se aprecia. El bono, en su totalidad, tiende un poco hacia la baja.
- Precio de la acción. Cuando el precio de la acción del bono convertible sube, el precio del bono tiende a subir también.
- "Spread" de crédito. Si la confianza en la empresa emisora del bono cae (por una baja en el índice de audiencia, por ejemplo) y el spread de crédito se amplía, el precio del bono tiende a caer, pero en algunos casos, la opción de compra de la acción sube (puesto que el spread está correlacionado con la volatilidad).

Debido a la complejidad y a la estructura de un bono convertible, los árbitros usualmente emplean sofisticados modelos cuantitativos para identificar bonos cuyo precio es en realidad menor de su valor real.
El arbitraje en bonos convertibles consiste en comprar un bono convertible y cubrir dos o tres de los factores para alcanzar una exposición al tercer factor a un precio atractivo.
Por ejemplo, un árbitro podría primero comprar un bono convertible, luego vender instrumentos de renta fija o futuros de tasas de interés (para cubrir la exposición a las tasas de interés) y comprar protección de crédito (para cubrir un posible deterioro del índice de audiencia del emisor). Eventualmente, lo que le queda es algo similar a una opción de compra (call option) de la acción del bono convertible, adquirida a un precio muy bajo. El árbitro puede luego hacer dinero al vender algunas de las opciones que se transan más caras en el mercado.

### Depositary receipts
Un American Depositary Receipt es un instrumento que es ofrecido como una acción de una empresa extranjera en el mercado local. Por ejemplo, una empresa china que desee recaudar más dinero en una emisión de acciones puede emitir depositary receipts en la bolsa de Nueva York y así lograr acceso a fondos del mercado estadounidense. Estos instrumentos, conocidos como American Depositary Receipts o Global Depositary Receipts, inicialmente se transan a un valor menor del real por ser de empresas extranjeras. Sin embargo, en realidad, un ADR puede ser intercambiado por una acción normal de la compañía emisora, por el mismo valor en el que se transe esta última. Si el ADR de una compañía se transa a un valor menor que la acción de la misma, un árbitro puede comprar un ADR y venderlo inmediatamente, logrando así una utilidad en la diferencia de precio.

### Arbitraje de tasas de interés
En el arbitraje de tasas de interés, un inversionista aprovecha un instrumento de deuda extranjera que paga una tasa de interés mayor a la ofrecida en el mercado local. Al mismo tiempo que el inversionista compra este instrumento de deuda extranjera, cubre el riesgo del tipo de cambio mediante un contrato de futuros.

### Arbitraje de criptomonedas
En el arbitraje de criptomonedas lo que se busca es tomar provecho de diferencias de precio de un mismo criptoactivo (o monedas estables equivalentes) en distintos exchanges o casas de cambio. Esto puede facilitarse a través de señales enviadas a través de bots que están constantemente mapeando estos precios en los distintos portales.

## Arbitraje y especulación
A diferencia del que practica el arbitraje, quien solo posee el activo durante un instante conocedor a priori de la plusvalía, el especulador mantiene el activo en su poder durante un lapso de tiempo mayor con el objetivo de beneficiarse de una variación futura favorable en su precio, a cambio de lo cual corre un riesgo. La importancia del paso del arbitraje a la especulación radica en que, en muchos casos, los especuladores anticipan los cambios en los precios sin disponer de información perfecta.

## Etimología
“Arbitraje” es una palabra francesa y denota una decisión de un árbitro o tribunal. Recientemente, la palabra se emplea comúnmente para describir a un referí. En el sentido empleado en lenguaje financiero, fue descrita por primera vez en 1704 por Mathieu de la Porte en su tratado La science des négocians et teneurs de livres como una consideración de los diferentes tipos de cambio para reconocer los lugares más rentables de emisión de letras de cambio.